# Vychylovka (potok)
Vychylovka – potok w Beskidzie Żywieckim (wg geografów słowackich na pograniczu trzech grup górskich: Kysucké Beskydy, Oravské Beskydy i Kysucká vrchovina) w pn.-zach. Słowacji, prawobrzeżny dopływ Bystricy. Długość ok. 9 km.
Źródła na wysokości ok. 920 m n.p.m. na pd.-zach. stokach przełęczy Przysłop w głównym wododziale karpackim. Spływa w kierunku pd.-wsch. Płynie przez osadę Vychylovka, należącą administracyjnie do wsi Nová Bystrica i na wysokości ok. 530 m n.p.m. uchodzi do Bystricy nieco powyżej centrum tej wsi.
Największy dopływ Vychylovki to wpadający do niej z lewej strony, w centrum osady Vychylovka, na wysokości ok. 610 m n.p.m., potok Chmúra spod głównego grzbietu karpackiego (źródła na wysokości ok. 970 m n.p.m. między Świtkową a Bukowiną), długości ok. 5 km.
Doliną potoku Chmúra, a niżej doliną Vychylovki i Bystricy, biegła niegdyś linia wąskotorowej Kisucko-Orawskiej Kolei Leśnej (słow. Kysucko-oravská lesná železnica). Obecnie dolną częścią doliny Vychylovki biegnie nowy, zbudowany w l. 2004-2008, odcinek drogi II. kategorii nr 520, łączącej dolinę Bystricy z doliną Białej Orawy, a tym samym Kysuce z Orawą.